# Кубок СРСР з футболу 1961
20-й розіграш кубка СРСР проходив з червня по жовтень 1961 року. Вперше володарем трофею став «Шахтар».

## Команди-учасниці
1. «Авангард» (Жовті Води)
2. «Авангард» (Комсомольськ-на-Амурі)
3. «Авангард» (Краматорськ)
4. «Авангард» (Кривий Ріг)
5. «Авангард» (Сімферополь)
6. «Авангард» (Суми)
7. «Авангард» (Тернопіль)
8. «Авангард» (Харків)
9. «Авангард» (Чернівці)
10. «Адміралтеєць» (Ленінград)
11. «Азовсталь» (Жданов)
12. «Амур» (Благовєщенськ)
13. «Ангара» (Іркутськ)
14. «Арсенал» (Київ)
15. «Байкал» (Улан-Уде)
16. «Балтика» (Калінінград)
17. «Бєларусь» (Мінськ)
18. «Будівельник» (Курган)
19. «Будівельник» (Саранськ)
20. «Будівельник» (Уфа)
21. «Верховина» (Ужгород)
22. «Волга» (Калінін)
23. «Волгар» (Астрахань)
24. «Волинь» (Луцьк)
25. «Геолог» (Тюмень)
26. «Даугава» (Рига)
27. «Десна» (Чернігів)
28. «Динамо» (Батумі)
29. «Динамо» (Брянськ)
30. «Динамо» (Київ)
31. «Динамо» (Кіров)
32. «Динамо» (Ленінград)
33. «Динамо» (Махачкала)
34. «Динамо» (Москва)
35. «Динамо» (Самарканд)
36. «Динамо» (Тбілісі)
37. «Динамо» (Хмельницький)
38. «Енергетик» (Сталінабад)
39. «Енергія» (Волжський)
40. «Забайкалець» (Чита)
41. «Зеніт» (Іжевськ)
42. «Зеніт» (Ленінград)
43. «Знамя труда» (Орєхово-Зуєво)
44. «Зірка» (Кіровоград)
45. «Зірка» (Перм)
46. «Зоря» (Пенза)
47. «Іртиш» (Омськ)
48. «Іскра» (Казань)
49. «Кайрат» (Алма-Ата)
50. «Калев» (Таллінн)
51. «Колгоспник» (Полтава)
52. «Колгоспник» (Рівне)
53. «Колгоспник» (Черкаси)
54. Команда міста Серпухова (Серпухов)
55. «Копет-Даг» (Ашхабад)
56. «Красне знамя» (Вітебськ)
57. «Крила Рад» (Куйбишев)
58. «Локомотив» (Вінниця)
59. «Локомотив» (Гомель)
60. «Локомотив» (Красноярськ)
61. «Локомотив» (Москва)
62. «Локомотив» (Оренбург)
63. «Локомотив» (Сталіно)
64. «Локомотив» (Тбілісі)
65. «Локомотив» (Челябінськ)
66. «Маяк» (Херсон)
67. «Металург» (Дніпропетровськ)
68. «Металург» (Запоріжжя)
69. «Металург» (Магнітогорськ)
70. «Металург» (Нижній Тагіл)
71. «Металург» (Руставі)
72. «Металург» (Сталінськ)
73. «Металург» (Череповець)
74. «Металург» (Чимкент)
75. «Молдова» (Кишинів)
76. «Нафтовик» (Баку)
77. «Нафтовик» (Дрогобич)
78. «Нафтовик» (Сизрань)
79. «Ніструл» (Бендери)
80. «Онежець» (Петрозаводськ)
81. «Пахтакор» (Ташкент)
82. «Полісся» (Житомир)
83. «Промінь» (Владивосток)
84. «Ракета» (Горький)
85. РЕЗ (Рига)
86. «Ріца» (Сухумі)
87. «Ростсільмаш» (Ростов-на-Дону)
88. «Сільмаш» (Лієпая)
89. СКА (Київ)
90. СКА (Львів)
91. СКА (Новосибірськ)
92. СКА (Ростов-на-Дону)
93. СКА (Хабаровськ)
94. СКФ (Севастополь)
95. «Сокіл» (Саратов)
96. «Спартак» (Баку)
97. «Спартак» (Брест)
98. «Спартак» (Вільнюс)
99. «Спартак» (Єреван)
100. «Спартак» (Ленінград)
101. «Спартак» (Москва)
102. «Спартак» (Нальчик)
103. «Спартак» (Орджонікідзе)
104. «Спартак» (Орел)
105. «Спартак» (Рязань)
106. «Спартак» (Смоленськ)
107. «Спартак» (Ставрополь)
108. «Спартак» (Станіслав)
109. «Спартак» (Тамбов)
110. «Спартак» (Ульяновськ)
111. «Спартак» (Фергана)
112. «Старт» (Ташкент)
113. «Суднобудівник» (Миколаїв)
114. «Супутник» (Калуга)
115. «Текстильник» (Іваново)
116. «Текстильник» (Кіровабад)
117. «Текстильник» (Кострома)
118. «Темп» (Барнаул)
119. «Темп» (Сумгаїт)
120. «Терек» (Грозний)
121. «Томич» (Томськ)
122. «Торпедо» (Армавір)
123. «Торпедо» (Горький)
124. «Торпедо» (Кутаїсі)
125. «Торпедо» (Липецьк)
126. «Торпедо» (Москва)
127. «Торпедо» (Павлово)
128. «Торпедо» (Таганрог)
129. «Торпедо» (Харків)
130. «Трактор» (Владимир)
131. «Трактор» (Сталінград)
132. «Тралфлотовець» (Мурманськ)
133. «Труд» (Воронеж)
134. «Труд» (Ногінськ)
135. «Труд» (Тула)
136. «Трудові резерви» (Кисловодськ)
137. «Трудові резерви» (Курськ)
138. «Уралмаш» (Свердловськ)
139. «Хімік» (Березники)
140. «Хімік» (Дніпродзержинськ)
141. «Хімік» (Кемерово)
142. «Хімік» (Могильов)
143. «Хімік» (Сєверодонецьк)
144. «Цемент» (Новоросійськ)
145. «Цементник» (Бєлгород)
146. ЦСКА (Москва)
147. «Чорноморець» (Одеса)
148. «Шахтар» (Горлівка)
149. «Шахтар» (Кадіївка)
150. «Шахтар» (Сталіно)
151. «Шахтар» (Сталіногорськ)
152. «Шахтар» (Шахти)
153. «Шинник» (Ярославль)

## 1/128 фіналу
Матчі 1/128 фіналу відбулися 11 червня.
| Команда 1        | Команда 2            | Рахунок |
| ---------------- | -------------------- | ------- |
| «Волга»          | «Динамо» Л           | 5:0     |
| «Шинник»         | «Супутник»           | 4:2     |
| «Металург» Чр    | «Онежець»            | 2:1     |
| «Динамо» Бр      | «Труд» Т             | 2:1     |
| «Іскра»          | «Спартак» См         | 2:0     |
| «Зеніт» І        | «Текстильник» І      | 3:0     |
| «Балтика»        | «Торпедо» Г          | 1:1     |
| «Динамо» Кр      | «Знамя труда»        | 5:2     |
| «Нафтовик» С     | «Трактор» Ст         | 1:2     |
| «Спартак» Р      | «Торпедо» Л          | 2:0     |
| «Зоря»           | «Крила Рад»          | 0:7     |
| «Спартак» У      | «Сокіл»              | 1:1     |
| «Енергія»        | «Спартак» Орл        | 4:2     |
| «Торпедо» А      | «Спартак» Ств        | 1:1     |
| «Спартак» Орд    | «Цемент»             | 2:0     |
| «Торпедо» Т      | «Терек»              | 2:0     |
| «Волгар»         | «Трудові резерви» Кс | 2:0     |
| «Іртиш»          | «Уралмаш»            | 1:0     |
| «Геолог»         | «Будівельник» С      | 3:1     |
| «Локомотив» О    | «Металург» М         | 3:1     |
| «Будівельник» У  | «Металург» НТ        | 2:0     |
| «Зірка» П        | «Будівельник» К      | 2:0     |
| СКА Х            | СКА Н                | 1:1     |
| «Томіч»          | «Ангара»             | 3:1     |
| «Темп» Б         | «Байкал»             | 1:0     |
| «Амур»           | «Авангард» К-А       | 4:2     |
| «Забайкалець»    | «Хімік» К            | 1:1     |
| «Чорноморець»    | «Колгоспник» Р       | 3:2     |
| «Зірка» К        | «Авангард» Ч         | 2:1     |
| «Колгоспник» Ч   | «Суднобудівник»      | 3:2     |
| «Верховина»      | «Волинь»             | 3:1     |
| «Спартак» Стн    | «Авангард» Т         | 2:1     |
| «Десна»          | «Нафтовик» Д         | 4:3     |
| «Полісся»        | «Динамо» Х           | 1:1     |
| СКА Л            | «Арсенал»            | 2:0     |
| «Металург» Д     | «Локомотив» С        | 1:2     |
| «Авангард» Крм   | «Колгоспник» П       | 2:1     |
| «Азовсталь»      | «Металург» З         | 1:0     |
| СКФ              | СКА К                | 3:0     |
| «Авангард» КР    | «Авангард» Сум       | 2:2     |
| «Торпедо» Х      | «Шахтар» Г           | 2:0     |
| «Авангард» Смф   | «Шахтар» К           | 2:0     |
| «Локомотив» Г    | «Локомотив» Т        | 0:3     |
| «Хімік» М        | «Спартак» Бр         | 0:4     |
| «Торпедо» К      | «Спартак» Бк         | 3:0     |
| «Старт»          | «Динамо» С           | 2:0     |
| «Текстильник» Кр | «Металург» Чм        | +:-     |

Перегравання відбулися 12 червня:
| Команда 1     | Команда 2      | Рахунок |
| ------------- | -------------- | ------- |
| «Балтика»     | «Торпедо» Г    | 2:0     |
| «Спартак» У   | «Сокіл»        | 4:2     |
| «Торпедо» А   | «Спартак» Ств  | 1:0     |
| СКА Х         | СКА Н          | 2:0     |
| «Забайкалець» | «Хімік» К      | 0:0     |
| «Полісся»     | «Динамо» Х     | 0:2     |
| «Авангард» КР | «Авангард» Сум | 2:3     |

13 червня відбулося повторне перегравання:
| Команда 1     | Команда 2 | Рахунок |
| ------------- | --------- | ------- |
| «Забайкалець» | «Хімік» К | 3:2     |

## 1/64 фіналу— 3 серпня
- 2.VII «Колгоспник» Черкаси — «Верховина» Ужгород 2:1
- «Волга» Калінін — «Шинник» Ярославль 0:0
- «Шахтар» Сталіногорськ — «Текстильник» Кострома 2:0
- «Спартак» Ленінград — «Тралфлотовець» Мурманськ 3:1
- «Металург» Череповець — «Динамо» Брянськ 1:0
- «Іскра» Казань — «Зеніт» Іжевськ 2:0
- Команда м. Серпухова — «Труд» Ногінськ 2:1
- «Ракета» Горький — «Трактор» Владимир 2:0
- «Балтика» Калінінград — «Динамо» Кіров 3:0
- «Трактор» Сталінград — «Спартак» Рязань 3:1
- «Крила Рад» Куйбишев — «Спартак» Тамбов 5:0
- «Трудові резерви» Курськ — «Цементник» Бєлгород 3:2
- «Енергія» Волжський — «Спартак» Ульяновськ 3:1
- «Торпедо» Армавір — «Спартак» Орджонікідзе 1:0
- «Спартак» Нальчик — «Динамо» Махачкала 1:0
- «Шахтар» Шахти — «Ростсільмаш» Ростов-на-Дону 4:1
- «Торпедо» Таганрог — «Волгар» Астрахань 1:0
- «Іртиш» Омськ — «Геолог» Тюмень 2:0
- «Торпедо» Павлово — «Локомотив» Оренбург 2:0
- «Хімік» Березники — «Локомотив» Челябінськ 2:1
- «Зірка» Перм — «Будівельник» Уфа 3:5
- СКА (Хабаровськ) — «Томіч» Томськ 2:0
- «Металург» Сталінськ — «Темп» Барнаул 5:0
- «Луч» Владивосток — «Локомотив» Красноярськ 3:0
- «Амур» Благовєщенськ — «Забайкалець» Чита 2:1
- 21.06. «Зірка» Кіровоград — «Чорноморець» Одеса 2:3 дч
- «Спартак» Станіслав — «Десна» Чернігів 0:0
- СКА (Львів) — «Динамо» Хмельницький 3:4
- «Локомотив» Вінниця — «Маяк» Херсон 2:1
- «Авангард» Жовті Води — «Локомотив» Сталіно 1:0
- «Авангард» Краматорськ — «Азовсталь» Жданов 1:0
- СКФ (Севастополь) — «Авангард» Суми 1:0
- «Авангард» Сімферополь — «Торпедо» Харків 2:0
- «Хімік» Сєверодонецьк — «Хімік» Дніпродзержинськ 3:0
- «Локомотив» Тбілісі — РЕЗ (Рига) +:-
- «Сільмаш» Лієпая — «Ніструл» Бендери 0:1
- «Красноє знамя» Вітебськ — «Динамо» Батумі 2:2
- «Спартак» Брест — «Ріца» Сухумі +:-
- «Старт» Ташкент — «Текстильник» Кіровобад +:-
- «Енергетик» Сталінабад — «Копет-Даг» Ашхабад 4:1
- «Спартак» Фергана — «Темп» Сумгаїт 1:0
- «Металург» Руставі — «Торпедо» Кутаїсі 1:3

перегравання — 4 серпня
- «Волга» Калінін — «Шинник» Ярославль 3:2
- «Спартак» Станіслав — «Десна» Чернігів 1:0
- «Красноє знамя» Вітебськ — «Динамо» Батумі 1:1

повторне перегравання — 5 серпня
- «Красноє знамя» Вітебськ — «Динамо» Батумі 3:6

## 1/32 фіналу— 9 серпня
- «Енергетик» Сталінабад — «Даугава» Рига 2:1
- «Луч» Владивосток — «Динамо» Москва 1:2
- «Трактор» Сталінград — «Динамо» Тбілісі 0:3
- «Ніструл» Бендери — «Крила Рад» Куйбишев 0:4
- «Хімік» Березники — «Спартак» Фергана 1:2
- «Авангард» Краматорськ — «Авангард» Сімферполь 1:0
- «Волга» Калінін — «Калев» Таллінн 2:3
- «Іртиш» Омськ — «Нафтовик» Баку 0:1
- «Ракета» Горький — «Молдова» Кишинів 1:0
- «Торпедо» Павлово — «Динамо» Батумі 2:1
- «Будівельник» Уфа — «Зеніт» Ленінград 0:2
- «Торпедо» Кутаїсі — «Колгоспник» Черкаси 0:1
- «Металург» Череповець — «Бєларусь» Мінськ 2:3
- «Трудові резерви» Курськ — «Спартак» Брест 3:1
- «Торпедо» Таганрог — «Торпедо» Москва 1:2
- «Спартак» Ленінград — ЦСКА (Москва) 2:0
- «Торпедо» Армавір — «Авангард» Жовті Води 1:0
- «Спартак» Нальчик — СКА (Ростов-на-Дону) 0:2
- «Локомотив» Вінниця — «Спартак» Єреван 0:1
- СКФ (Севастополь) — «Спартак» Вільнюс 1:0
- «Старт» Ташкент — «Спартак» Москва 0:0
- «Локомотив» Тбілісі — «Локомотив» Москва 0:1
- «Спартак» Станіслав — «Енергія» Волжський 0:1
- «Амур» Благовєщенськ — «Пахтакор» Ташкент 0:6
- «Металург» Сталінськ — «Кайрат» Алма-Ата 1:0
- «Чорноморець» Одеса — «Динамо» Київ 1:2
- «Шахтар» Шахти — «Адміралтеєць» Ленінград 1:4
- «Іскра» Казань — «Труд» Воронеж 2:0
- «Динамо» Хмельницький — «Шахтар» Сталіно 0:2
- СКА (Хабаровськ) — «Авангард» Харків 1:2
- «Шахтар» Сталіногорськ — «Хімік» Сєверодонецьк 1:0
- Команда м. Серпухова — «Балтика» Калінінград 1:0

перегравання — 10 серпня
- «Старт» Ташкент — «Спартак» Москва 0:2

## 1/16 фіналу— 20 серпня
- «Нафтовик» Баку — «Калев» Таллінн 2:1
- «Торпедо» Павлово — «Ракета» Горький 3:0
- «Колгоспник» Черкаси — «Зеніт» Ленінград 0:1
- «Крила Рад» Куйбишев — «Бєларусь» Мінськ 1:0
- «Торпедо» Москва — «Трудові резерви» Курськ 8:0
- «Спартак» Ленінград — «Торпедо» Армавір 6:0
- «Спартак» Єреван — СКА (Ростов-на-Дону) 1:3
- «Спартак» Москва — СКФ (Севастополь) 4:0
- «Енергія» Волжський — «Локомотив» Москва 1:5
- «Металург» Сталінськ — «Пахтакор» Ташкент 3:0
- «Динамо» Київ — «Авангард» Краматорськ 3:2
- «Адміралтеєць» Ленінград — Команда м. Серпухова 2:2
- «Енергетик» Сталінабад — «Шахтар» Сталіногорськ 1:2
- «Динамо» Москва — «Іскра» Казань 0:0
- «Спартак» Фергана — «Шахтар» Сталіно 0:3
- «Динамо» Тбілісі — «Авангард» Харків 2:1

перегравання — 21 серпня
- «Адміралтеєць» Ленінград — Команда м. Серпухова 3:2
- «Динамо» Москва — «Іскра» Казань 8:0

## 1/8 фіналу— 24 серпня
- «Торпедо» Павлово — «Нафтовик» Баку 0:0
- «Зеніт» Ленінград — «Крила Рад» Куйбишев 3:0
- «Торпедо» Москва — «Спартак» Ленінград 3:0
- СКА (Ростов-на-Дону) — «Спартак» Москва 2:2
- «Локомотив» Москва — «Металург» Сталінськ 4:0
- «Адміралтеєць» Ленінград — «Динамо» Київ 2:1
- «Шахтар» Сталіногорськ — «Динамо» Москва 2:0
- «Шахтар» Сталіно — «Динамо» Тбілісі 3:2

перегравання — 25 серпня
- «Торпедо» Павлово — «Нафтовик» Баку 1:3
- СКА (Ростов-на-Дону) — «Спартак» Москва 2:0

## 1/4 фіналу— 20 вересня
- «Зеніт» Ленінград — «Нафтовик» Баку 2:1
- СКА (Ростов-на-Дону) — «Торпедо» Москва 2:3
- «Локомотив» Москва — «Адміралтеєць» Ленінград 0:1
- «Шахтар» Сталіно — «Шахтар» Сталіногорськ 3:1

## 1/2 фіналу— 17 жовтня
- «Торпедо» Москва — «Зеніт» Ленінград 2:0
- «Адміралтеєць» Ленінград — «Шахтар» Сталіно 0:3

## Фінал
| 29 жовтня 1961 |

| «Шахтар» (Сталіне)                   | 3 – 1    | «Торпедо» (Москва) |
| ------------------------------------ | -------- | ------------------ |
| Родін 1' Ананченко 65' Ананченко 70' | Протокол | Метревелі 45'      |

| Центральний стадіон (Москва) Глядачів: 100 000 Арбітр: Кестусіс Андзюліс (Каунас) |

| ШАХТАР       |                    |
|              |                    |
| ВР           | Борис Стрєлков     |
| ЗХ           | Микола Головко     |
| ЗХ           | Геннадій Снєгирьов |
| ЗХ           | В'ячеслав Аляб'єв  |
| ПЗ           | Дмитро Мізерний    |
| ПЗ           | Володимир Сальков  |
| НП           | Анатолій Родін     |
| НП           | Олег Колосов       |
| НП           | Юрій Ананченко     |
| НП           | Юрій Захаров       |
| НП           | Валентин Сапронов  |
| Тренер:      |                    |
| Олег Ошенков |                    |

| ТОРПЕДО       |                    |     |
|               |                    |     |
| ВР            | Анатолій Глухотко  | 60' |
| ЗХ            | Володимир Хомутов  |     |
| ЗХ            | Віктор Шустіков    |     |
| ЗХ            | Леонід Островський |     |
| ПЗ            | Валерій Воронін    |     |
| ПЗ            | Микола Маношин     |     |
| НП            | Слава Метревелі    |     |
| НП            | Валентин Іванов    |     |
| НП            | Геннадій Гусаров   |     |
| НП            | Борис Батанов      |     |
| НП            | Олег Сергєєв       | 41' |
| Заміни:       |                    |     |
| ВР            | Анзор Кавазашвілі  | 60' |
| НП            | Валентин Денисов   | 41' |
| Тренер:       |                    |     |
| Віктор Маслов |                    |     |